# Міндлін Володимир Зіновійович
Міндлін Володимир Зіновійович — радянський український редактор.

## Життєпис
Народ. 23 лютого 1923 р. в Києві в родині службовця. Закінчив філологічний факультет Київського державного університету ім. Т. Г. Шевченка (1965). З 1969 р. — старший редактор студії «Київнаукфільм». З 1980 р. — головний редактор об'єднання науково-популярних фільмів цієї студії.
Редактор багатьох кінокартин, серед яких удостоєні нагород на міжнародних та всесоюзних кінофестивалях: «Наша фабрика — наша гордість», «Промінь, зв'язаний у вузол», «Швидше, швидше, швидше», «Техніка футболу», «Паливо XXI століття», «Робітничий ступень», «Плюс все життя», «Чоловіки та жінки», «Стрільба з лука», «Зійти на вершину», «Навчить машину крокувати», «Запряжи блискавку». Автор сценаріїв та дикторських текстів навчальних і техніко-пропагандистських стрічок: «Пороги» (1970, Диплом IV Всесоюзного фестивалю спортивних фільмів, Одеса, 1972), «Врятувати людину» (1972), «Рішення пропонує АСУ» (1974), «Селу — хороші шляхи», «На вас чекає Нептун» (1977), «Похмілля» (1979), «Люди і дельфіни» (1983, т/ф) тощо.
Член Національної Спілки кінематографістів України.